# Schouwburg De Meerse
Schouwburg De Meerse is gevestigd aan het Raadhuisplein in het centrum van Hoofddorp.
Schouwburg De Meerse is begin jaren 80 van de 20ste eeuw gebouwd. De schouwburg heeft een theaterzaal, de Bouwmeesterzaal, met meer dan 500 stoelen, een galerie en een theatercafé. Er is elke dag een voorstelling in De Meerse en het aanbod is gevarieerd: toneel, klassieke muziek, jazz, cabaret en dans. Tussen september 2008 en eind 2010 was De Meerse gesloten in verband met een verbouwing en uitbreiding met een nieuwe zaal. Voorstellingen werden in die periode gegeven in 'De Meerse op Locatie' op het terrein 'De President' aan de Johan Enschedelaan 1 in Hoofddorp.
Het ontwerp van Het Cultuurgebouw (waarin naast De Meerse ook de Openbare Bibliotheek Haarlemmermeer, poppodium Duycker en Pier K onderdak hebben) is van de hand van architect Hans Goverde van het Rotterdamse architectenbureau Kraaijvanger Urbis. De oorspronkelijke panden van Schouwburg De Meerse en Pier K zijn opgenomen in en onderdeel geworden van het nieuwe Cultuurgebouw.